# Campeonato Mundial de Ciclocrós
El primer Campeonato del Mundo de Ciclocrós oficial de la historia tuvo lugar en París (Francia) en 1950, siendo el ganador el francés Jean Robic. A partir de entonces, el campeonato se ha disputado sin interrupción hasta la actualidad, aunque entre los años 1967 a 1993, este se bifurcó en dos campeonatos separados para ciclistas profesionales y aficionados. Desde 1994 el campeonato se celebraba de manera conjunta para todos los ciclistas de categoría élite.

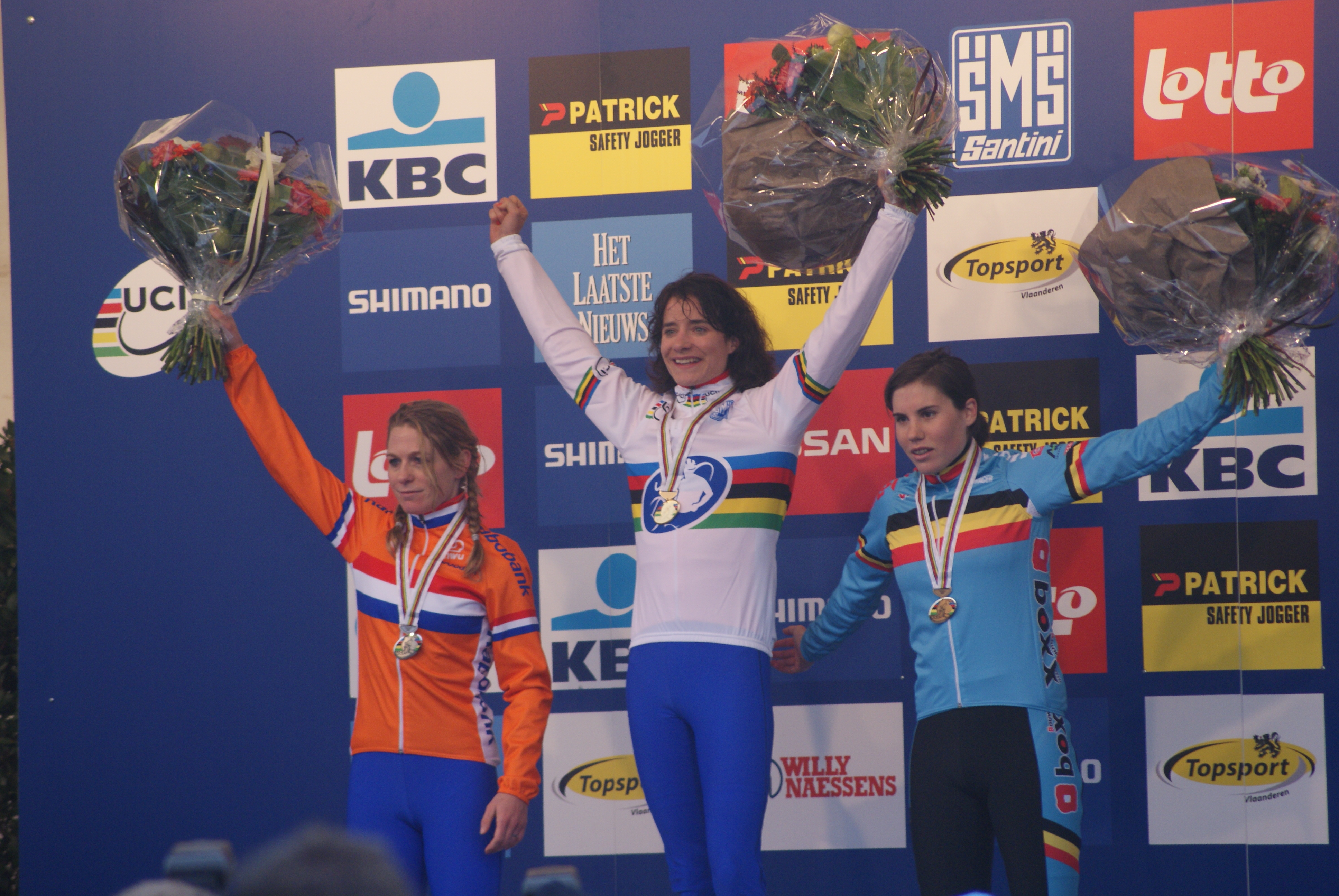
Pódium de la edición femenina de 2012.

A lo largo de los años, los campeonatos han ido creciendo a medida que han aumentado el número de categorías participantes. De este modo, Saccolongo fue en el año 1979 la primera sede de los campeonatos del mundo en categoría junior masculina, complementada en 1996 con la creación del campeonato para ciclistas sub-23. 
Finalmente, la Unión Ciclista Internacional (UCI), regidora y organizadora de los campeonatos del mundo, también abrió sus campeonatos a las féminas, primero con la creación en el año 2000 de los campeonatos mundiales femeninos, vencidos por primera vez por la alemana Hanka Kupfernagel; y más tarde con la instauración del campeonato mundial para féminas sub-23, en las que tienen cabida tanto ciclistas de esta edad como juveniles, cuyo palmarés fue inaugurado en Zolder por la británica Evie Richards en el año 2016. El ganador o ganadora de cada una de estas pruebas, salvo que salte de categoría al término de la temporada, puede portar a lo largo de todo el año el maillot arcoíris, al igual que los ganadores del campeonato del mundo de otras disciplinas ciclistas.

## Palmarés

### Masculino
| Año  | Ciudad              | Oro                  | Plata                  | Bronce                 |
| 1950 | París               | Jean Robic           | Roger Rondeaux         | Pierre Jodet           |
| 1951 | Luxemburgo          | Roger Rondeaux       | André Dufraisse        | Pierre Jodet           |
| 1952 | Ginebra             | Roger Rondeaux       | André Dufraisse        | Albert Meier           |
| 1953 | Oñate               | Roger Rondeaux       | Gilbert Bauvin         | André Dufraisse        |
| 1954 | Crenna              | André Dufraisse      | Pierre Jodet           | Hans Bieri             |
| 1955 | Saarbrücken         | André Dufraisse      | Hans Bieri             | Amerigo Severini       |
| 1956 | Luxemburgo          | André Dufraisse      | Georges Meunier        | Emile Plattner         |
| 1957 | Edelare             | André Dufraisse      | Firmin Van Kerrebroek  | Georges Meunier        |
| 1958 | Limoges             | André Dufraisse      | Amerigo Severini       | Rolf Wolfshohl         |
| 1959 | Ginebra             | Renato Longo         | Rolf Wolfshohl         | Amerigo Severini       |
| 1960 | Tolosa              | Rolf Wolfshohl       | Arnold Hungerbuhler    | Robert Aubry           |
| 1961 | Hannover            | Rolf Wolfshohl       | Renato Longo           | André Dufraisse        |
| 1962 | Esch-sur-Alzette    | Renato Longo         | Maurice Gandolfo       | André Dufraisse        |
| 1963 | Calais              | Rolf Wolfshohl       | Renato Longo           | André Dufraisse        |
| 1964 | Overboelare         | Renato Longo         | Roger De Clercq        | Joseph Mahe            |
| 1965 | Cavaria             | Renato Longo         | Rolf Wolfshohl         | Amerigo Severini       |
| 1966 | Beasáin             | Eric De Vlaeminck    | Herman Gretener        | Rolf Wolfshohl         |
| 1967 | Zürich              | Renato Longo         | Rolf Wolfshohl         | Herman Gretener        |
| 1968 | Luxemburgo          | Eric De Vlaeminck    | Herman Gretener        | Michel Pelchat         |
| 1969 | Magstadt            | Eric De Vlaeminck    | Rolf Wolfshohl         | Renato Longo           |
| 1970 | Zolder              | Eric De Vlaeminck    | Albert Van Damme       | Rolf Wolfshohl         |
| 1971 | Apeldoorn           | Eric De Vlaeminck    | Albert Van Damme       | René De Clercq         |
| 1972 | Praga               | Eric De Vlaeminck    | Rolf Wolfshohl         | Herman Gretener        |
| 1973 | Londres             | Eric De Vlaeminck    | André Wilhelm          | Rolf Wolfshohl         |
| 1974 | Vera de Bidasoa     | Albert Van Damme     | Roger De Vlaeminck     | Peter Frischknecht     |
| 1975 | Melchnau            | Roger De Vlaeminck   | Albert Zweifel         | Peter Frischknecht     |
| 1976 | Chazay-d'Azergues   | Albert Zweifel       | Peter Frischknecht     | André Wilhelm          |
| 1977 | Hannover            | Albert Zweifel       | Peter Frischknecht     | Eric De Vlaeminck      |
| 1978 | Amorebieta-Echano   | Albert Zweifel       | Peter Frischknecht     | Klaus-Peter Thaler     |
| 1979 | Saccolongo          | Albert Zweifel       | Gilles Blaser          | Robert Varmeire        |
| 1980 | Wetzikon            | Roland Liboton       | Klaus-Peter Thaler     | Hennie Stamsnijder     |
| 1981 | Tolosa              | Hennie Stamsnijder   | Roland Liboton         | Albert Zweifel         |
| 1982 | Lanarvily           | Roland Liboton       | Albert Zweifel         | Hennie Stamsnijder     |
| 1983 | Birmingham          | Roland Liboton       | Albert Zweifel         | Klaus-Peter Thaler     |
| 1984 | Oss                 | Roland Liboton       | Hennie Stamsnijder     | Albert Zweifel         |
| 1985 | Múnich              | Klaus-Peter Thaler   | Adri van der Poel      | Claude Michely         |
| 1986 | Lembeek             | Albert Zweifel       | Pascal Richard         | Hennie Stamsnijder     |
| 1987 | Mladá Boleslav      | Klaus-Peter Thaler   | Danny De Bie           | Christophe Lavainne    |
| 1988 | Hägendorf           | Pascal Richard       | Adri van der Poel      | Beat Breu              |
| 1989 | Pontchâteau         | Danny De Bie         | Adri van der Poel      | Christophe Lavainne    |
| 1990 | Guecho              | Henk Baars           | Adri van der Poel      | Bruno Lebras           |
| 1991 | Gieten              | Radomír Šimůnek      | Adri van der Poel      | Bruno Lebras           |
| 1992 | Leeds               | Mike Kluge           | Carl Camrda            | Adri van der Poel      |
| 1993 | Corva               | Dominique Arnould    | Mike Kluge             | Wim De Vos             |
| 1994 | Koksijde            | Paul Herijgers       | Richard Groenendaal    | Erwin Vervecken        |
| 1995 | Eschenbach          | Dieter Runkel        | Richard Groenendaal    | Beat Wabel             |
| 1996 | Montreuil           | Adri van der Poel    | Daniele Pontoni        | Luca Bramati           |
| 1997 | Múnich              | Daniele Pontoni      | Thomas Frischknecht    | Luca Bramati           |
| 1998 | Middelfart          | Mario De Clercq      | Erwin Vervecken        | Henrik Djernis         |
| 1999 | Poprad              | Mario De Clercq      | Erwin Vervecken        | Adri van der Poel      |
| 2000 | Sint-Michielsgestel | Richard Groenendaal  | Mario De Clercq        | Sven Nys               |
| 2001 | Tábor               | Erwin Vervecken      | Petr Dlask             | Mario De Clercq        |
| 2002 | Zolder              | Mario De Clercq      | Tom Vannoppen          | Sven Nys               |
| 2003 | Monopoli            | Bart Wellens         | Mario De Clercq        | Erwin Vervecken        |
| 2004 | Pontchâteau         | Bart Wellens         | Mario De Clercq        | Sven Vanthourenhout    |
| 2005 | Sankt Wendel        | Sven Nys             | Erwin Vervecken        | Sven Vanthourenhout    |
| 2006 | Zeddam              | Erwin Vervecken      | Bart Wellens           | Francis Mourey         |
| 2007 | Hooglede-Gits       | Erwin Vervecken      | Jonathan Page          | Enrico Franzoi         |
| 2008 | Treviso             | Lars Boom            | Zdeněk Štybar          | Sven Nys               |
| 2009 | Hoogerheide         | Niels Albert         | Zdeněk Štybar          | Sven Nys               |
| 2010 | Tábor               | Zdeněk Štybar        | Klaas Vantornout       | Sven Nys               |
| 2011 | Sankt Wendel        | Zdeněk Štybar        | Sven Nys               | Kevin Pauwels          |
| 2012 | Koksijde            | Niels Albert         | Rob Peeters            | Kevin Pauwels          |
| 2013 | Louisville          | Sven Nys             | Klaas Vantornout       | Lars van der Haar      |
| 2014 | Hoogerheide         | Zdeněk Štybar        | Sven Nys               | Kevin Pauwels          |
| 2015 | Tábor               | Mathieu van der Poel | Wout van Aert          | Lars van der Haar      |
| 2016 | Zolder              | Wout van Aert        | Lars van der Haar      | Kevin Pauwels          |
| 2017 | Bieles              | Wout van Aert        | Mathieu van der Poel   | Kevin Pauwels          |
| 2018 | Valkenburg          | Wout van Aert        | Michael Vanthourenhout | Mathieu van der Poel   |
| 2019 | Bogense             | Mathieu van der Poel | Wout van Aert          | Toon Aerts             |
| 2020 | Dübendorf           | Mathieu van der Poel | Thomas Pidcock         | Toon Aerts             |
| 2021 | Oostende            | Mathieu van der Poel | Wout van Aert          | Toon Aerts             |
| 2022 | Fayetteville        | Thomas Pidcock       | Lars van der Haar      | Eli Iserbyt            |
| 2023 | Hoogerheide         | Mathieu van der Poel | Wout van Aert          | Eli Iserbyt            |
| 2024 | Tábor               | Mathieu van der Poel | Joris Nieuwenhuis      | Michael Vanthourenhout |
| 2025 | Liévin              | Mathieu van der Poel | Wout van Aert          | Thibau Nys             |

### Masculino sub-23
| Año  | Oro                    | Plata                  | Bronce                  |
| ---- | ---------------------- | ---------------------- | ----------------------- |
| 1996 | Miguel Martinez        | Patrick Blum           | Zdeněk Mlynář           |
| 1997 | Sven Nys               | Bart Wellens           | Christophe Morel        |
| 1998 | Sven Nys               | Bart Wellens           | Petr Dlask              |
| 1999 | Bart Wellens           | Tom Vannoppen          | Tim Johnson             |
| 2000 | Bart Wellens           | Tom Vannoppen          | Davy Commeyne           |
| 2001 | Sven Vanthourenhout    | Tomas Trunschka        | David Kasek             |
| 2002 | Thijs Verhagen         | Davy Commeyne          | Tomas Trunschka         |
| 2003 | Enrico Franzoi         | Wesley Van Der Linden  | Thijs Verhagen          |
| 2004 | Kevin Pauwels          | Mariusz Gil            | Martin Zlámalík         |
| 2005 | Zdeněk Štybar          | Radomír Šimůnek        | Simon Zahner            |
| 2006 | Zdeněk Štybar          | Lars Boom              | Niels Albert            |
| 2007 | Lars Boom              | Niels Albert           | Romain Villa            |
| 2008 | Niels Albert           | Aurélien Duval         | Cristian Cominelli      |
| 2009 | Philipp Walsleben      | Christoph Pfingsten    | Paweł Szczepaniak       |
| 2010 | Arnaud Jouffroy        | Tom Meeusen            | Marek Konwa             |
| 2011 | Lars van der Haar      | Mike Teunissen         | Karel Hník              |
| 2012 | Lars van der Haar      | Wietse Bosmans         | Michiel van der Heijden |
| 2013 | Mike Teunissen         | Wietse Bosmans         | Wout van Aert           |
| 2014 | Wout van Aert          | Michael Vanthourenhout | Mathieu van der Poel    |
| 2015 | Michael Vanthourenhout | Laurens Sweeck         | Stan Godrie             |
| 2016 | Eli Iserbyt            | Adam Ťoupalík          | Quinten Hermans         |
| 2017 | Joris Nieuwenhuis      | Felipe Orts            | Sieben Wouters          |
| 2018 | Eli Iserbyt            | Joris Nieuwenhuis      | Yan Gras                |
| 2019 | Thomas Pidcock         | Eli Iserbyt            | Antoine Benoist         |
| 2020 | Ryan Kamp              | Kevin Kuhn             | Mees Hendrikx           |
| 2021 | Pim Ronhaar            | Ryan Kamp              | Timo Kielich            |
| 2022 | Joran Wyseure          | Emiel Verstrynge       | Thibau Nys              |
| 2023 | Thibau Nys             | Tibor Del Grosso       | Witse Meeussen          |
| 2024 | Tibor Del Grosso       | Emiel Verstrynge       | Jente Michels           |
| 2025 | Tibor Del Grosso       | Kay de Bruyckere       | Jente Michels           |

### Femenino
| Año  | Ciudad              | Oro                        | Plata                | Bronce                |
| 2000 | Sint-Michielsgestel | Hanka Kupfernagel          | Louise Robinson      | Daphny van den Brand  |
| 2001 | Tábor               | Hanka Kupfernagel          | Corine Dorland       | Daphny van den Brand  |
| 2002 | Zolder              | Laurence Leboucher         | Hanka Kupfernagel    | Daphny van den Brand  |
| 2003 | Monopoli            | Daphny van den Brand       | Hanka Kupfernagel    | Laurence Leboucher    |
| 2004 | Pontchâteau         | Laurence Leboucher         | Maryline Salvetat    | Hanka Kupfernagel     |
| 2005 | Sankt Wendel        | Hanka Kupfernagel          | Sabine Spitz         | Mirjam Melchers       |
| 2006 | Zeddam              | Marianne Vos               | Hanka Kupfernagel    | Daphny van den Brand  |
| 2007 | Hooglede-Gits       | Maryline Salvetat          | Katherine Compton    | Laurence Leboucher    |
| 2008 | Treviso             | Hanka Kupfernagel          | Marianne Vos         | Laurence Leboucher    |
| 2009 | Hoogerheide         | Marianne Vos               | Hanka Kupfernagel    | Katherine Compton     |
| 2010 | Tábor               | Marianne Vos               | Hanka Kupfernagel    | Daphny Van Den Brand  |
| 2011 | Sankt Wendel        | Marianne Vos               | Katherine Compton    | Katerina Nash         |
| 2012 | Koksijde            | Marianne Vos               | Daphny Van Den Brand | Sanne Cant            |
| 2013 | Louisville          | Marianne Vos               | Katherine Compton    | Lucie Chainel-Lefèvre |
| 2014 | Hoogerheide         | Marianne Vos               | Eva Lechner          | Helen Wyman           |
| 2015 | Tábor               | Pauline Ferrand-Prévot     | Sanne Cant           | Marianne Vos          |
| 2016 | Zolder              | Thalita de Jong            | Caroline Mani        | Sanne Cant            |
| 2017 | Bieles              | Sanne Cant                 | Marianne Vos         | Katherine Nash        |
| 2018 | Valkenburg          | Sanne Cant                 | Katherine Compton    | Lucinda Brand         |
| 2019 | Bogense             | Sanne Cant                 | Lucinda Brand        | Marianne Vos          |
| 2020 | Dübendorf           | Ceylin del Carmen Alvarado | Annemarie Worst      | Lucinda Brand         |
| 2021 | Oostende            | Lucinda Brand              | Annemarie Worst      | Denise Betsema        |
| 2022 | Fayetteville        | Marianne Vos               | Lucinda Brand        | Silvia Persico        |
| 2023 | Hoogerheide         | Fem van Empel              | Puck Pieterse        | Lucinda Brand         |
| 2024 | Tábor               | Fem van Empel              | Lucinda Brand        | Puck Pieterse         |
| 2025 | Liévin              | Fem van Empel              | Lucinda Brand        | Puck Pieterse         |

### Femenino sub-23
| Año  | Oro                      | Plata                      | Bronce                     |
| ---- | ------------------------ | -------------------------- | -------------------------- |
| 2016 | Evie Richards            | Nikola Nosková             | Maud Kaptheijns            |
| 2017 | Annemarie Worst          | Ellen Noble                | Evie Richards              |
| 2018 | Evie Richards            | Ceylin del Carmen Alvarado | Nadja Heigl                |
| 2019 | Inge van der Heijden     | Fleur Nagengast            | Ceylin del Carmen Alvarado |
| 2020 | Marion Norbert Riberolle | Kata Blanka Vas            | Anna Kay                   |
| 2021 | Fem van Empel            | Anniek van Alphen          | Kata Blanka Vas            |
| 2022 | Puck Pieterse            | Shirin van Anrooij         | Fem van Empel              |
| 2023 | Shirin van Anrooij       | Zoe Bäckstedt              | Kristyna Zemanova          |
| 2024 | Zoe Bäckstedt            | Kristyna Zemanova          | Leonie Bentveld            |
| 2025 | Zoe Bäckstedt            | Marie Schreiber            | Leonie Bentveld            |

## Palmarés por países
| Núm. | País                             | Oro | Plata | Bronce | Total |
| ---- | -------------------------------- | --- | ----- | ------ | ----- |
| 1    | Bélgica                          | 30  | 25    | 23     | 78    |
| 2    | Países Bajos                     | 11  | 11    | 9      | 31    |
| 3    | Francia                          | 10  | 8     | 16     | 34    |
| 4    | Suiza                            | 7   | 13    | 11     | 31    |
| 5    | Alemania Occidental · Alemania   | 6   | 7     | 6      | 19    |
| 6    | Italia                           | 6   | 4     | 7      | 17    |
| 7    | Checoslovaquia · República Checa | 4   | 4     | 0      | 8     |
| 8    | Reino Unido                      | 1   | 1     | 0      | 2     |
| 9    | Estados Unidos                   | 0   | 1     | 0      | 1     |
| 10   | Dinamarca                        | 0   | 0     | 1      | 1     |
| 10   | Luxemburgo                       | 0   | 0     | 1      | 1     |

| Núm. | País            | Oro | Plata | Bronce | Total |
| ---- | --------------- | --- | ----- | ------ | ----- |
| 1    | Países Bajos    | 14  | 10    | 13     | 37    |
| 2    | Alemania        | 4   | 6     | 1      | 11    |
| 3    | Francia         | 4   | 2     | 4      | 10    |
| 4    | Bélgica         | 3   | 1     | 2      | 6     |
| 5    | Estados Unidos  | 0   | 4     | 1      | 5     |
| 6    | Reino Unido     | 0   | 1     | 1      | 2     |
| 7    | Italia          | 0   | 1     | 1      | 2     |
| 8    | República Checa | 0   | 0     | 2      | 2     |

## Más victorias
| Núm. | País                 | Oro | Plata | Bronce | Total |
| ---- | -------------------- | --- | ----- | ------ | ----- |
| 1    | Mathieu van der Poel | 7   | 1     | 1      | 9     |
| 2    | Eric De Vlaeminck    | 7   | 0     | 1      | 8     |
| 3    | Albert Zweifel       | 5   | 3     | 2      | 10    |
| 4    | André Dufraisse      | 5   | 2     | 4      | 11    |
| 5    | Renato Longo         | 5   | 2     | 1      | 8     |
| 6    | Roland Liboton       | 4   | 1     | 0      | 5     |
| 7    | Rolf Wolfshohl       | 3   | 5     | 4      | 12    |
| 8    | Wout van Aert        | 3   | 5     | 0      | 8     |
| 9    | Erwin Vervecken      | 3   | 3     | 2      | 8     |
| 10   | Mario De Clercq      | 3   | 3     | 1      | 7     |
| 11   | Zdeněk Štybar        | 3   | 2     | 0      | 5     |
| 12   | Roger Rondeaux       | 3   | 1     | 0      | 4     |

| Núm. | País                       | Oro | Plata | Bronce | Total |
| ---- | -------------------------- | --- | ----- | ------ | ----- |
| 1    | Marianne Vos               | 8   | 2     | 2      | 12    |
| 2    | Hanka Kupfernagel          | 4   | 5     | 1      | 10    |
| 3    | Sanne Cant                 | 3   | 1     | 2      | 6     |
| 4    | Fem van Empel              | 3   | 0     | 0      | 3     |
| 5    | Laurence Leboucher         | 2   | 0     | 3      | 5     |
| 6    | Lucinda Brand              | 1   | 4     | 3      | 8     |
| 7    | Daphny van den Brand       | 1   | 1     | 5      | 7     |
| 8    | Maryline Salvetat          | 1   | 1     | 0      | 2     |
| 9    | Pauline Ferrand-Prévot     | 1   | 0     | 0      | 1     |
| 10   | Ceylin del Carmen Alvarado | 1   | 0     | 0      | 1     |
| 11   | Thalita de Jong            | 1   | 0     | 0      | 1     |
| 12   | Katie Compton              | 0   | 4     | 1      | 5     |